# Liste der Nummer-eins-Hits in Tschechien (2015)
Dies ist eine Liste der Nummer-eins-Hits in Tschechien im Jahr 2015. Sie basiert auf den Auswertungen der IFPI ČR, der nationalen Vertretung der tschechischen Musikindustrie. Grundlage sind die Albums Top 100 (Verkaufscharts) für Alben. Für Singles werden zwei Charts erstellt; die Radio Top 100 Oficiální, welche auf Airplay, sowie die Singles Digital Top 100, welche auf Downloadverkäufen basieren.

## Singles
| ← 2014 ← | Liste der Nummer-eins-Hits in Tschechien (Radio Top 100) | Liste der Nummer-eins-Hits in Tschechien (Radio Top 100) | Liste der Nummer-eins-Hits in Tschechien (Radio Top 100)                                                   | 2016 →                    |
| \| Zeitraum \| Wo. ges. \| Interpret \| Titel Autor(en) \| Zusätzliche Informationen \| \| (Zeitraum, Wochen auf Platz eins, Interpret, Titel, Autor[en], zusätzliche Informationen) \| \| \| \| \| \| ----------------------------------------------------------------------------------------- \| -------- \| ---------------------------------- \| ---------------------------------------------------------------------------------------------------------- \| ------------------------- \| \| 51. Woche 2014 – 2. Woche 2015 4 Wochen (insgesamt 8) \| 8 \| Chinaski \| Víno \| – \| \| 3. Woche 1 Woche \| 1 \| Sheppard \| Geronimo Stuart Stuart, George Sheppard, Amy Sheppard, Jay Borvino \| – \| \| 4.–9. Woche 6 Wochen \| 6 \| Hozier \| Take Me to Church Andrew Hozier-Byrne \| – \| \| 10.–16. Woche 7 Wochen \| 7 \| Ellie Goulding \| Love Me like You Do Max Martin, Savan Kotecha, Ali Payami, Tove Nilsson, Ilya Salmanzadeh \| – \| \| 17.–22. Woche 6 Wochen \| 6 \| Kryštof \| Srdcebeat \| – \| \| 23.–24. Woche 2 Wochen \| 2 \| Omi \| Cheerleader (Felix Jaehn Remix) Omar Samuel Pasley, Clifton Dillon, Mark Bradford, Ryan Dillon, Sly Dunbar \| – \| \| 25. Woche 1 Woche (insgesamt 2) \| 2 \| Lost Frequencies \| Are You with Me Tommy Lee James, Shane McAnally, Terry McBride \| – \| \| 26. Woche 1 Woche (insgesamt 3) \| 3 \| Kygo feat. Conrad \| Firestone Conrad Sewell, Kyrre Gørvell-Dahll \| – \| \| 27. Woche 1 Woche (insgesamt 2) \| 2 \| Lost Frequencies \| Are You with Me Tommy Lee James, Shane McAnally, Terry McBride \| – \| \| 28. Woche 1 Woche (insgesamt 3) \| 3 \| Kygo feat. Conrad \| Firestone Conrad Sewell, Kyrre Gørvell-Dahll \| – \| \| 29. Woche 1 Woche \| 1 \| Madcon & Ray Dalton \| Don’t Worry Teddy Sky, Tshawe Baqwa, Yosef Wolde-Mariam, Johnny Powers Severin, Ray Dalton \| – \| \| 30. Woche 1 Woche (insgesamt 3) \| 3 \| Kygo feat. Conrad \| Firestone Conrad Sewell, Kyrre Gørvell-Dahll \| – \| \| 31. Woche 1 Woche \| 1 \| Lunchmoney Lewis \| Bills Eric Burton Frederic, Rickard Bertil Göransson, Jacob Kasher Hindlin, Gamal Kosh Lewis \| – \| \| 32. Woche 1 Woche \| 1 \| Felix Jaehn feat. Jasmine Thompson \| Ain’t Nobody (Loves Me Better) David Wolinski \| – \| \| 33.–41. Woche 9 Wochen \| 9 \| Kryštof \| Ty a já \| – \| \| 42.–48. Woche 7 Wochen \| 7 \| Xindl X & Mirka Miškechová \| Cudzinka v tvojej zemi \| – \| \| 49. Woche 2015 – 6. Woche 2016 11 Wochen \| 11 \| Adele \| Hello Greg Kurstin, Adele Adkins \| – \| |                                                          |                                                          | |                           |
| ← 2014 |                                                          |                                                          | | → 2016 →                  |
| Zeitraum | Wo. ges.                                                 | Interpret                                                | Titel Autor(en)                                                                                            | Zusätzliche Informationen |
| (Zeitraum, Wochen auf Platz eins, Interpret, Titel, Autor[en], zusätzliche Informationen) |                                                          |                                                          | |                           |
| 51. Woche 2014 – 2. Woche 2015 4 Wochen (insgesamt 8) | 8                                                        | Chinaski                                                 | Víno | –                         |
| 3. Woche 1 Woche | 1                                                        | Sheppard                                                 | Geronimo Stuart Stuart, George Sheppard, Amy Sheppard, Jay Borvino                                         | –                         |
| 4.–9. Woche 6 Wochen | 6                                                        | Hozier                                                   | Take Me to Church Andrew Hozier-Byrne                                                                      | –                         |
| 10.–16. Woche 7 Wochen | 7                                                        | Ellie Goulding                                           | Love Me like You Do Max Martin, Savan Kotecha, Ali Payami, Tove Nilsson, Ilya Salmanzadeh                  | –                         |
| 17.–22. Woche 6 Wochen | 6                                                        | Kryštof                                                  | Srdcebeat                                                                                                  | –                         |
| 23.–24. Woche 2 Wochen | 2                                                        | Omi                                                      | Cheerleader (Felix Jaehn Remix) Omar Samuel Pasley, Clifton Dillon, Mark Bradford, Ryan Dillon, Sly Dunbar | –                         |
| 25. Woche 1 Woche (insgesamt 2) | 2                                                        | Lost Frequencies                                         | Are You with Me Tommy Lee James, Shane McAnally, Terry McBride                                             | –                         |
| 26. Woche 1 Woche (insgesamt 3) | 3                                                        | Kygo feat. Conrad                                        | Firestone Conrad Sewell, Kyrre Gørvell-Dahll                                                               | –                         |
| 27. Woche 1 Woche (insgesamt 2) | 2                                                        | Lost Frequencies                                         | Are You with Me Tommy Lee James, Shane McAnally, Terry McBride                                             | –                         |
| 28. Woche 1 Woche (insgesamt 3) | 3                                                        | Kygo feat. Conrad                                        | Firestone Conrad Sewell, Kyrre Gørvell-Dahll                                                               | –                         |
| 29. Woche 1 Woche | 1                                                        | Madcon & Ray Dalton                                      | Don’t Worry Teddy Sky, Tshawe Baqwa, Yosef Wolde-Mariam, Johnny Powers Severin, Ray Dalton                 | –                         |
| 30. Woche 1 Woche (insgesamt 3) | 3                                                        | Kygo feat. Conrad                                        | Firestone Conrad Sewell, Kyrre Gørvell-Dahll                                                               | –                         |
| 31. Woche 1 Woche | 1                                                        | Lunchmoney Lewis                                         | Bills Eric Burton Frederic, Rickard Bertil Göransson, Jacob Kasher Hindlin, Gamal Kosh Lewis               | –                         |
| 32. Woche 1 Woche | 1                                                        | Felix Jaehn feat. Jasmine Thompson                       | Ain’t Nobody (Loves Me Better) David Wolinski                                                              | –                         |
| 33.–41. Woche 9 Wochen | 9                                                        | Kryštof                                                  | Ty a já | –                         |
| 42.–48. Woche 7 Wochen | 7                                                        | Xindl X & Mirka Miškechová                               | Cudzinka v tvojej zemi                                                                                     | –                         |
| 49. Woche 2015 – 6. Woche 2016 11 Wochen | 11                                                       | Adele                                                    | Hello Greg Kurstin, Adele Adkins                                                                           | –                         |

| ← 2014 ← | Liste der Nummer-eins-Hits in Tschechien (Singles Digital 100) | Liste der Nummer-eins-Hits in Tschechien (Singles Digital 100) | Liste der Nummer-eins-Hits in Tschechien (Singles Digital 100)                                                  | 2016 → |
| \| Zeitraum \| Wo. ges. \| Interpret \| Titel Autor(en) \| Zusätzliche Informationen \| \| (Zeitraum, Wochen auf Platz eins, Interpret, Titel, Autor[en], zusätzliche Informationen) \| \| \| \| \| \| ----------------------------------------------------------------------------------------- \| -------- \| ---------------------------------- \| --------------------------------------------------------------------------------------------------------------- \| ---------------------------------------------------------------------------------------------------------------- \| \| 50. Woche 2014 – 5. Woche 2015 8 Wochen \| 8 \| Hozier \| Take Me to Church Andrew Hozier-Byrne \| – \| \| 6.–7. Woche 2 Wochen \| 2 \| Maroon 5 \| Sugar Lukasz Gottwald, Adam Levine, Henry Walter, Joshua Coleman, Mike Posner, Jacob Kasher Hindlen \| – \| \| 8.–16. Woche 9 Wochen \| 9 \| Ellie Goulding \| Love Me like You Do Max Martin, Savan Kotecha, Ali Payami, Tove Nilsson, Ilya Salmanzadeh \| – \| \| 17.–20. Woche 4 Wochen \| 4 \| Wiz Khalifa feat. Charlie Puth \| See You Again Justin Franks, Cameron Thomaz, Andrew Cedar, Charles Puth \| – \| \| 21.–31. Woche 11 Wochen (insgesamt 14) \| 14 \| Major Lazer & DJ Snake feat. Mø \| Lean On Thomas Wesley Pentz, Karen Marie Ørsted, William Grigahcine, Philip Meckseper \| – \| \| 32. Woche 1 Woche \| 1 \| One Direction \| Drag Me Down John Ryan, Julian Bunetta, Jamie Scott \| – \| \| 33.–35. Woche 3 Wochen (insgesamt 14) \| 14 \| Major Lazer & DJ Snake feat. Mø \| Lean On Thomas Wesley Pentz, Karen Marie Ørsted, William Grigahcine, Philip Meckseper \| – \| \| 36.–40. Woche 5 Wochen \| 5 \| Justin Bieber \| What Do You Mean? Jason Boyd, Mason Levy, Justin Bieber \| – \| \| 41.–43. Woche 3 Wochen (insgesamt 4) \| 4 \| Robin Schulz feat. Francesco Yates \| Sugar Frank Bautista, Dennis Bierbrodt, Ronald Bryant, Jürgen Dohr, Guido Kramer, Robin Schulz, Francesco Yates \| – \| \| 44.–45. Woche 2 Wochen (insgesamt 4) \| 4 \| Adele \| Hello Greg Kurstin, Adele Adkins \| – \| \| 46.–53. Woche 8 Wochen (insgesamt 9) \| 9 \| Justin Bieber \| Sorry Justin Bieber, Sonny Moore, Justin Tranter, Julia Michaels, Michael Tucker \| Nachdem Adele von einer Woche auf die andere aus den Charts verschwunden war, war der Weg frei für den Kanadier. \| |                                                                |                                                                | | |
| ← 2014 |                                                                |                                                                | | → 2016 → |
| Zeitraum | Wo. ges.                                                       | Interpret                                                      | Titel Autor(en)                                                                                                 | Zusätzliche Informationen                                                                                        |
| (Zeitraum, Wochen auf Platz eins, Interpret, Titel, Autor[en], zusätzliche Informationen) |                                                                |                                                                | | |
| 50. Woche 2014 – 5. Woche 2015 8 Wochen | 8                                                              | Hozier                                                         | Take Me to Church Andrew Hozier-Byrne                                                                           | – |
| 6.–7. Woche 2 Wochen | 2                                                              | Maroon 5                                                       | Sugar Lukasz Gottwald, Adam Levine, Henry Walter, Joshua Coleman, Mike Posner, Jacob Kasher Hindlen             | – |
| 8.–16. Woche 9 Wochen | 9                                                              | Ellie Goulding                                                 | Love Me like You Do Max Martin, Savan Kotecha, Ali Payami, Tove Nilsson, Ilya Salmanzadeh                       | – |
| 17.–20. Woche 4 Wochen | 4                                                              | Wiz Khalifa feat. Charlie Puth                                 | See You Again Justin Franks, Cameron Thomaz, Andrew Cedar, Charles Puth                                         | – |
| 21.–31. Woche 11 Wochen (insgesamt 14) | 14                                                             | Major Lazer & DJ Snake feat. Mø                                | Lean On Thomas Wesley Pentz, Karen Marie Ørsted, William Grigahcine, Philip Meckseper                           | – |
| 32. Woche 1 Woche | 1                                                              | One Direction                                                  | Drag Me Down John Ryan, Julian Bunetta, Jamie Scott                                                             | – |
| 33.–35. Woche 3 Wochen (insgesamt 14) | 14                                                             | Major Lazer & DJ Snake feat. Mø                                | Lean On Thomas Wesley Pentz, Karen Marie Ørsted, William Grigahcine, Philip Meckseper                           | – |
| 36.–40. Woche 5 Wochen | 5                                                              | Justin Bieber                                                  | What Do You Mean? Jason Boyd, Mason Levy, Justin Bieber                                                         | – |
| 41.–43. Woche 3 Wochen (insgesamt 4) | 4                                                              | Robin Schulz feat. Francesco Yates                             | Sugar Frank Bautista, Dennis Bierbrodt, Ronald Bryant, Jürgen Dohr, Guido Kramer, Robin Schulz, Francesco Yates | – |
| 44.–45. Woche 2 Wochen (insgesamt 4) | 4                                                              | Adele                                                          | Hello Greg Kurstin, Adele Adkins                                                                                | – |
| 46.–53. Woche 8 Wochen (insgesamt 9) | 9                                                              | Justin Bieber                                                  | Sorry Justin Bieber, Sonny Moore, Justin Tranter, Julia Michaels, Michael Tucker                                | Nachdem Adele von einer Woche auf die andere aus den Charts verschwunden war, war der Weg frei für den Kanadier. |

## Alben
| ← 2014 ← | Liste der Nummer-eins-Hits in Tschechien | Liste der Nummer-eins-Hits in Tschechien | Liste der Nummer-eins-Hits in Tschechien | 2016 → |
| \| Zeitraum \| Wo. ges. \| Interpret \| Titel \| Zusätzliche Informationen \| \| (Zeitraum, Wochen auf Platz eins, Interpret, Titel, zusätzliche Informationen) \| \| \| \| \| \| ------------------------------------------------------------------------------ \| -------- \| --------------- \| ---------------------------- \| ----------------------------------------------------------------------------------------------------------------- \| \| 1.–5. Woche 5 Wochen (insgesamt 10) \| 10 \| Soundtrack \| Tři bratři \| Schauspieler und Musiker Tomáš Klus spielt eine Hauptrolle in dem musikalischen Märchenfilm um die „drei Brüder“. \| \| 6. Woche 1 Woche \| 1 \| Ewa Farna \| (W)INNA? \| – \| \| 7. Woche 1 Woche \| 1 \| Bob Dylan \| Shadows in the Night \| – \| \| 8. Woche 1 Woche (insgesamt 10) \| 10 \| Soundtrack \| Tři bratři \| – \| \| 9. Woche 1 Woche \| 1 \| Led Zeppelin \| Physical Graffiti \| – \| \| 10. Woche 1 Woche (insgesamt 2) \| 2 \| Visací zámek \| Punkový království \| – \| \| 11. Woche 1 Woche \| 1 \| Madonna \| Rebel Heart \| – \| \| 12. Woche 1 Woche (insgesamt 2) \| 2 \| Visací zámek \| Punkový království \| – \| \| 13. Woche 1 Woche (insgesamt 3) \| 3 \| David Koller \| ČeskosLOVEnsko \| – \| \| 14. Woche 1 Woche \| 1 \| Nightwish \| Endless Forms Most Beautiful \| – \| \| 15.–16. Woche 2 Wochen (insgesamt 3) \| 3 \| David Koller \| ČeskosLOVEnsko \| – \| \| 17. Woche 1 Woche (insgesamt 4) \| 4 \| Aneta Langerová \| Na radosti \| – \| \| 18.–19. Woche 2 Wochen \| 2 \| Karel Kryl \| Bratříčku, zavírej vrátka \| – \| \| 20.–21. Woche 2 Wochen \| 2 \| Radůza \| Marathon (Příběh běžce) \| – \| \| 22. Woche 1 Woche \| 1 \| Kabát \| Do pekla / do nebe \| – \| \| 23.–26. Woche 4 Wochen (insgesamt 17) \| 17 \| Kryštof \| Srdcebeat \| – \| \| 27.–28. Woche 2 Wochen \| 2 \| Tomáš Klus \| Anat život není \| – \| \| 29.–36. Woche 8 Wochen (insgesamt 17) \| 17 \| Kryštof \| Srdcebeat \| – \| \| 37.–38. Woche 2 Wochen \| 2 \| Iron Maiden \| The Book of Souls \| – \| \| 39.–40. Woche 2 Wochen \| 2 \| David Gilmour \| Rattle That Lock \| – \| \| 41. Woche 1 Woche (insgesamt 2) \| 2 \| Karel Gott \| Duety 1962–2015 \| – \| \| 42. Woche 1 Woche \| 1 \| Tata Bojs \| A/B \| – \| \| 43.–44. Woche 2 Wochen (insgesamt 17) \| 17 \| Kryštof \| Srdcebeat \| – \| \| 45. Woche 1 Woche (insgesamt 2) \| 2 \| Karel Gott \| Duety 1962–2015 \| – \| \| 46. Woche 1 Woche (insgesamt 17) \| 17 \| Kryštof \| Srdcebeat \| – \| \| 47. Woche 1 Woche \| 1 \| Slza \| Katarze \| – \| \| 48. Woche 2015 – 1. Woche 2016 7 Wochen \| 7 \| Adele \| 25 \| – \| |                                          |                                          |                                          | |
| ← 2014 |                                          |                                          |                                          | → 2016 → |
| Zeitraum | Wo. ges.                                 | Interpret                                | Titel                                    | Zusätzliche Informationen                                                                                         |
| (Zeitraum, Wochen auf Platz eins, Interpret, Titel, zusätzliche Informationen) |                                          |                                          |                                          | |
| 1.–5. Woche 5 Wochen (insgesamt 10) | 10                                       | Soundtrack                               | Tři bratři                               | Schauspieler und Musiker Tomáš Klus spielt eine Hauptrolle in dem musikalischen Märchenfilm um die „drei Brüder“. |
| 6. Woche 1 Woche | 1                                        | Ewa Farna                                | (W)INNA?                                 | – |
| 7. Woche 1 Woche | 1                                        | Bob Dylan                                | Shadows in the Night                     | – |
| 8. Woche 1 Woche (insgesamt 10) | 10                                       | Soundtrack                               | Tři bratři                               | – |
| 9. Woche 1 Woche | 1                                        | Led Zeppelin                             | Physical Graffiti                        | – |
| 10. Woche 1 Woche (insgesamt 2) | 2                                        | Visací zámek                             | Punkový království                       | – |
| 11. Woche 1 Woche | 1                                        | Madonna                                  | Rebel Heart                              | – |
| 12. Woche 1 Woche (insgesamt 2) | 2                                        | Visací zámek                             | Punkový království                       | – |
| 13. Woche 1 Woche (insgesamt 3) | 3                                        | David Koller                             | ČeskosLOVEnsko                           | – |
| 14. Woche 1 Woche | 1                                        | Nightwish                                | Endless Forms Most Beautiful             | – |
| 15.–16. Woche 2 Wochen (insgesamt 3) | 3                                        | David Koller                             | ČeskosLOVEnsko                           | – |
| 17. Woche 1 Woche (insgesamt 4) | 4                                        | Aneta Langerová                          | Na radosti                               | – |
| 18.–19. Woche 2 Wochen | 2                                        | Karel Kryl                               | Bratříčku, zavírej vrátka                | – |
| 20.–21. Woche 2 Wochen | 2                                        | Radůza                                   | Marathon (Příběh běžce)                  | – |
| 22. Woche 1 Woche | 1                                        | Kabát                                    | Do pekla / do nebe                       | – |
| 23.–26. Woche 4 Wochen (insgesamt 17) | 17                                       | Kryštof                                  | Srdcebeat                                | – |
| 27.–28. Woche 2 Wochen | 2                                        | Tomáš Klus                               | Anat život není                          | – |
| 29.–36. Woche 8 Wochen (insgesamt 17) | 17                                       | Kryštof                                  | Srdcebeat                                | – |
| 37.–38. Woche 2 Wochen | 2                                        | Iron Maiden                              | The Book of Souls                        | – |
| 39.–40. Woche 2 Wochen | 2                                        | David Gilmour                            | Rattle That Lock                         | – |
| 41. Woche 1 Woche (insgesamt 2) | 2                                        | Karel Gott                               | Duety 1962–2015                          | – |
| 42. Woche 1 Woche | 1                                        | Tata Bojs                                | A/B                                      | – |
| 43.–44. Woche 2 Wochen (insgesamt 17) | 17                                       | Kryštof                                  | Srdcebeat                                | – |
| 45. Woche 1 Woche (insgesamt 2) | 2                                        | Karel Gott                               | Duety 1962–2015                          | – |
| 46. Woche 1 Woche (insgesamt 17) | 17                                       | Kryštof                                  | Srdcebeat                                | – |
| 47. Woche 1 Woche | 1                                        | Slza                                     | Katarze                                  | – |
| 48. Woche 2015 – 1. Woche 2016 7 Wochen | 7                                        | Adele                                    | 25                                       | – |